# Joel King
Joel Bruce King (født 30. oktober 2000) er en australsk professionel fodboldspiller, som spiller for A-League-klubben Sydney FC og Australiens landshold.

## Klubkarriere

### Sydney FC
King begyndte sin karriere hos Sydney FC, hvor han gjorde sin førsteholdsdebut i april 2019. King etablerede sig som fast mand i 2020-21 sæsonen, og imponerede stort. Han blev efter sæsonen blev kåret til den bedste unge spiller i A-League.

### Odense Boldklub
King skiftede i januar 2022 til Odense Boldklub.

### Sydney FC retur
King blev i februar 2023 lejet tilbage til sin tidligere klub Sydney FC for resten af 2022-23 sæsonen. I juni 2023 blev det annonceret at han vil skifte tilbage til klubben på permanent aftale.

## Landsholdskarriere

### Olympiske landshold
King var del af Austrialiens trup til sommer-OL 2020.

### Seniorlandshold
King debuterede for Australiens landshold den 27. januar 2022.

## Titler
Sydney FC
- A-League: 1 (2019-20)

Individuelle
- A-League Årets unge spiller: 1 (2020-21)